# Ben Pon junior
Bernardus Marinus „Ben“ Pon junior (* 9. Dezember 1936 in Leiden, aufgewachsen in Amersfoort; † 30. September 2019) war ein niederländischer Geschäftsmann, ehemaliger Automobilrennfahrer sowie Olympiateilnehmer im Tontaubenschießen.

## Karriere
Pon ist ein Sohn des niederländischen Autohändlers Ben Pon senior, der 1949 den Volkswagen in den USA einführte und den VW Kleinbus erfand. Der junge Pon begann schon in den 1950er-Jahren auf dem Kurs in Zandvoort Rennen zu fahren – zunächst in einem VW Käfer mit einem Porsche-Carrera-Motor.
Zwischen 1961 (Debüt auf dem Nürburgring) und 1967 fuhr er Rennen für Porsche und nahm dabei sechsmal am 24-Stunden-Rennen von Le Mans teil. In der Automobil-Weltmeisterschaft war Pon nicht erfolgreich: Bei seinem ersten und einzigen Start (ebenfalls mit einem Porsche) 1962 beim Großen Preis der Niederlande für das private Team Ecurie Maarsbergen hatte er bereits in der zweiten Runde einen Unfall. Sein Wagen wurde aus der Scheivlak-Kurve hinausgetragen und überschlug sich mehrmals. Pon wurde aus dem Fahrzeug geschleudert, blieb aber nahezu unverletzt. Er schwor jedoch, nie wieder in einem Einsitzer Rennen zu fahren.
Pon arbeitete weiter für Porsche und baute das Racing Team Holland und das Dutch Racing Team mit auf, die beide sehr erfolgreich waren. 1968 fuhr Pon in einem Porsche 910 seine letzten zwei Rennen in der World Sportscar Championship.
Als Sportler war Ben Pon noch einmal bei den Olympischen Spielen zu sehen: In München trat er im Tontaubenschießen für die Niederlande an, belegte mit 187 Treffern aber nur Rang 31.
Nebenbei hatte er das Unternehmen seines Vaters übernommen; 1980 gründete er Pon Holdings, eine niederländische Unternehmensgruppe unter anderem im Bereich des Handels und der Vermietung von Fahrzeugen. Ihr Sitz ist Almere. Sie hatte Anfang 2009 rund 11.000 Beschäftigte.
Bis 1981 war Pon einer von vier Direktoren der Pon Holdings. 1992 gründete er ein eigenes Weingut, 1997 kaufte er Danny McCallum Safaris, ein Safari-Unternehmen aus Tansania. In Carmel Valley (Kalifornien, USA) ließ er die Bernardus Lodge bauen, ein Luxushotel, das 1999 eröffnet wurde. Pon war Eigentümer der Bernardus Winery in Carmel und lebte abwechselnd dort, in Amersfoort oder in Somerset (England).

## Statistik

### Statistik in der Automobil-Weltmeisterschaft
Diese Statistik umfasst alle Teilnahmen des Fahrers an der Automobil-Weltmeisterschaft, die heutzutage als Formel-1-Weltmeisterschaft bezeichnet wird.

#### Gesamtübersicht
| Saison | Team               | Chassis     | Motor          | Rennen | Siege | Zweiter | Dritter | Poles | schn. Rennrunden | Punkte | WM-Pos. |
| ------ | ------------------ | ----------- | -------------- | ------ | ----- | ------- | ------- | ----- | ---------------- | ------ | ------- |
| 1962   | Ecurie Maarsbergen | Porsche 787 | Porsche 1.5 F4 | 1      | –     | –       | –       | –     | –                | –      | NC      |
| Gesamt | Gesamt             | Gesamt      | Gesamt         | 1      | –     | –       | –       | –     | –                | –      |         |

#### Einzelergebnisse
| Saison | 1 | 2 | 3 | 4 | 5 | 6 | 7 | 8 | 9 |
| ------ | - | - | - | - | - | - | - | - | - |
| 1962   |   |   |   |   |   |   |   |   |   |
| DNF    |   |   |   |   |   |   |   |   |   |

| Legende  | Legende            | Legende                                                          |
| Farbe    | Abkürzung          | Bedeutung                                                        |
| -------- | ------------------ | ---------------------------------------------------------------- |
| Gold     | –                  | Sieg                                                             |
| Silber   | –                  | 2. Platz                                                         |
| Bronze   | –                  | 3. Platz                                                         |
| Grün     | –                  | Platzierung in den Punkten                                       |
| Blau     | –                  | Klassifiziert außerhalb der Punkteränge                          |
| Violett  | DNF                | Rennen nicht beendet (did not finish)                            |
| Violett  | NC                 | nicht klassifiziert (not classified)                             |
| Rot      | DNQ                | nicht qualifiziert (did not qualify)                             |
| Rot      | DNPQ               | in Vorqualifikation gescheitert (did not pre-qualify)            |
| Schwarz  | DSQ                | disqualifiziert (disqualified)                                   |
| Weiß     | DNS                | nicht am Start (did not start)                                   |
| Weiß     | WD                 | zurückgezogen (withdrawn)                                        |
| Hellblau | PO                 | nur am Training teilgenommen (practiced only)                    |
| Hellblau | TD                 | Freitags-Testfahrer (test driver)                                |
| ohne     | DNP                | nicht am Training teilgenommen (did not practice)                |
| ohne     | INJ                | verletzt oder krank (injured)                                    |
| ohne     | EX                 | ausgeschlossen (excluded)                                        |
| ohne     | DNA                | nicht erschienen (did not arrive)                                |
| ohne     | C                  | Rennen abgesagt (cancelled)                                      |
| ohne     | keine WM-Teilnahme |                                                                  |
| sonstige | P/fett             | Pole-Position                                                    |
| sonstige | 1/2/3/4/5/6/7/8    | Punktplatzierung im Sprint-/Qualifikationsrennen                 |
| sonstige | SR/kursiv          | Schnellste Rennrunde                                             |
| sonstige | *                  | nicht im Ziel, aufgrund der zurückgelegten Distanz aber gewertet |
| sonstige | ()                 | Streichresultate                                                 |
| sonstige | unterstrichen      | Führender in der Gesamtwertung                                   |

### Le-Mans-Ergebnisse
| Jahr | Team                       | Fahrzeug                 | Teamkollege             | Platzierung             | Ausfallgrund |
| ---- | -------------------------- | ------------------------ | ----------------------- | ----------------------- | ------------ |
| 1961 | Porsche System Engineering | Porsche 356 B Abarth GTL | Herbert Linge           | Rang 10 und Klassensieg |              |
| 1962 | Porsche System Engineering | Porsche 356 B Abarth     | Carel Godin de Beaufort | Ausfall                 | Zündung      |
| 1963 | Porsche System Engineering | Porsche 356 B 2000 GS GT | Heinz Schiller          | Ausfall                 | Motorschaden |
| 1964 | Racing Team Holland        | Porsche 904/4 GTS        | Hank van Zalinge        | Rang 8                  |              |
| 1965 | Auguste Veuillet           | Porsche 904/4 GTS        | Robert Buchet           | Ausfall                 | Ölleck       |
| 1967 | Porsche System Engineering | Porsche 906K Carrera 6   | Vic Elford              | Rang 7 und Klassensieg  |              |

### Sebring-Ergebnisse
| Jahr | Team                       | Fahrzeug                 | Teamkollege  | Platzierung             | Ausfallgrund |
| ---- | -------------------------- | ------------------------ | ------------ | ----------------------- | ------------ |
| 1964 | Porsche System Engineering | Porsche 356 B 2000 GS GT | Joe Buzzetta | Rang 10 und Klassensieg |              |
| 1965 | Porsche Automobile Co.     | Porsche 904 GTS          | Joe Buzzetta | Rang 6                  |              |

### Einzelergebnisse in der Sportwagen-Weltmeisterschaft
| Saison | Team                                                | Rennwagen               | 1   | 2   | 3   | 4   | 5   | 6   | 7   | 8   | 9   | 10  | 11  | 12  | 13  | 14  | 15  | 16  | 17  | 18  | 19  | 20  | 21  | 22  |
| ------ | --------------------------------------------------- | ----------------------- | --- | --- | --- | --- | --- | --- | --- | --- | --- | --- | --- | --- | --- | --- | --- | --- | --- | --- | --- | --- | --- | --- |
| 1961   | Ben Pon Porsche                                     | Porsche 356             | SEB | TAR | NÜR | LEM | PES |     |     |     |     |     |     |     |     |     |     |     |     |     |     |     |     |     |
| 1961   | Ben Pon Porsche                                     | Porsche 356             |     |     | DNF | 10  |     |     |     |     |     |     |     |     |     |     |     |     |     |     |     |     |     |     |
| 1962   | Ben Pon Porsche                                     | Porsche 356             | DAY | SEB | SEB | MAI | TAR | BER | NÜR | LEM | TAV | CCA | RTT | NÜR | BRI | BRI | PAR |     |     |     |     |     |     |     |
| 1962   | Ben Pon Porsche                                     | Porsche 356             |     |     |     |     |     |     | DNF | DNF |     |     | 10  |     |     |     | 8   |     |     |     |     |     |     |     |
| 1963   | Porsche                                             | Porsche 356             | DAY | SEB | SEB | TAR | SPA | MAI | NÜR | CON | ROS | LEM | MON | WIS | TAV | FRE | CCE | RTT | OVI | NÜR | MON | MON | TDF | BRI |
| 1963   | Porsche                                             | Porsche 356             |     |     |     |     |     |     | 4   |     |     | DNF |     |     |     |     |     |     |     |     |     |     |     |     |
| 1964   | Porsche Racing Team Holland Ben Pon                 | Porsche 356 Porsche 904 | DAY | SEB | TAR | MON | SPA | CON | NÜR | ROS | LEM | REI | FRE | CCE | RTT | SIM | NÜR | MON | TDF | BRI | BRI | PAR |     |     |
| 1964   | Porsche Racing Team Holland Ben Pon                 | Porsche 356 Porsche 904 |     | 10  |     |     | 8   |     | 3   |     | 8   | 7   |     |     |     |     |     | 2   |     |     |     | 8   |     |     |
| 1965   | Porsche Racing Team Holland Auguste Veuillet        | Porsche 904             | DAY | SEB | BOL | MON | MON | RTT | TAR | SPA | NÜR | MUG | ROS | LEM | REI | BOZ | FRE | CCE | OVI | NÜR | BRI | BRI |     |     |
| 1965   | Porsche Racing Team Holland Auguste Veuillet        | Porsche 904             |     | 6   |     |     | 4   |     |     | 3   | 25  |     |     | DNF |     |     |     |     |     |     |     |     |     |     |
| 1966   | Racing Team Holland                                 | Porsche 906             | DAY | SEB | MON | TAR | SPA | NÜR | LEM | MUG | CCE | HOK | SIM | NÜR | ZEL |     |     |     |     |     |     |     |     |     |
| 1966   | Racing Team Holland                                 | Porsche 906             |     |     |     |     |     |     |     |     |     | DNF |     |     |     |     |     |     |     |     |     |     |     |     |
| 1967   | Racing Team Holland Sten Axelsson Porsche Tony Dean | Porsche 906             | DAY | SEB | MON | SPA | TAR | NÜR | LEM | HOK | MUG | BRH | CCE | ZEL | OVI | NÜR |     |     |     |     |     |     |     |     |
| 1967   | Racing Team Holland Sten Axelsson Porsche Tony Dean | Porsche 906             |     |     |     | DNF |     | DNF | 7   |     |     | 8   |     |     |     |     |     |     |     |     |     |     |     |     |
| 1968   | Ben Pon                                             | Porsche 910             | DAY | SEB | BRH | MON | TAR | NÜR | SPA | WAT | ZEL | LEM |     |     |     |     |     |     |     |     |     |     |     |     |
| 1968   | Ben Pon                                             | Porsche 910             |     |     | DNF | DNF |     |     |     |     |     |     |     |     |     |     |     |     |     |     |     |     |     |     |